# 平和台站 (東京都)

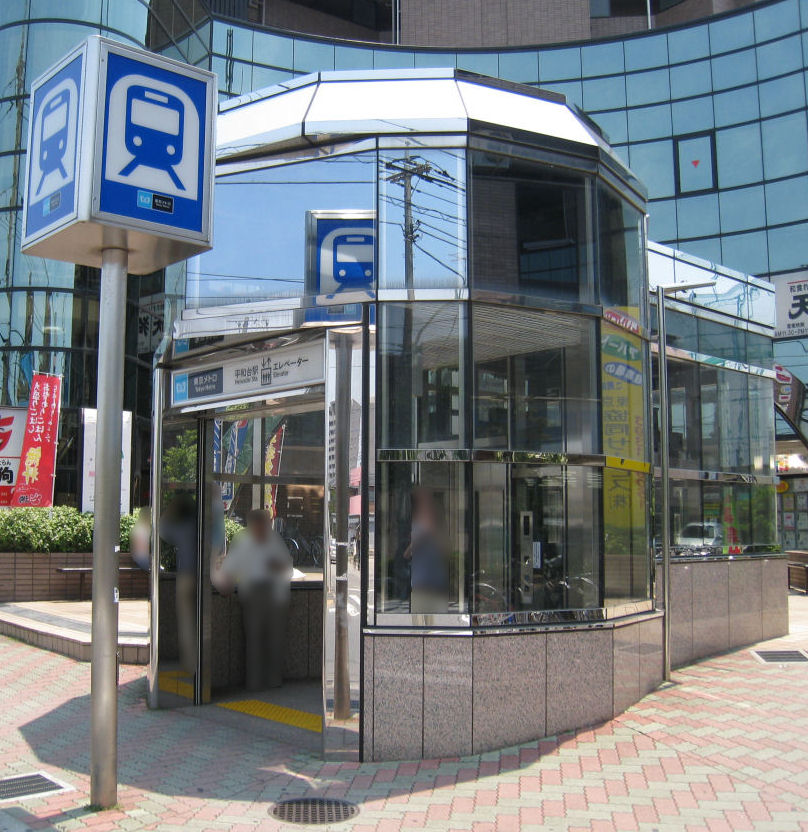
電梯專用出入口（2008年6月14日）

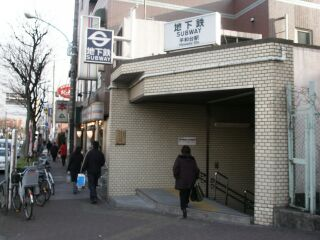
營團時代的環八通側出口

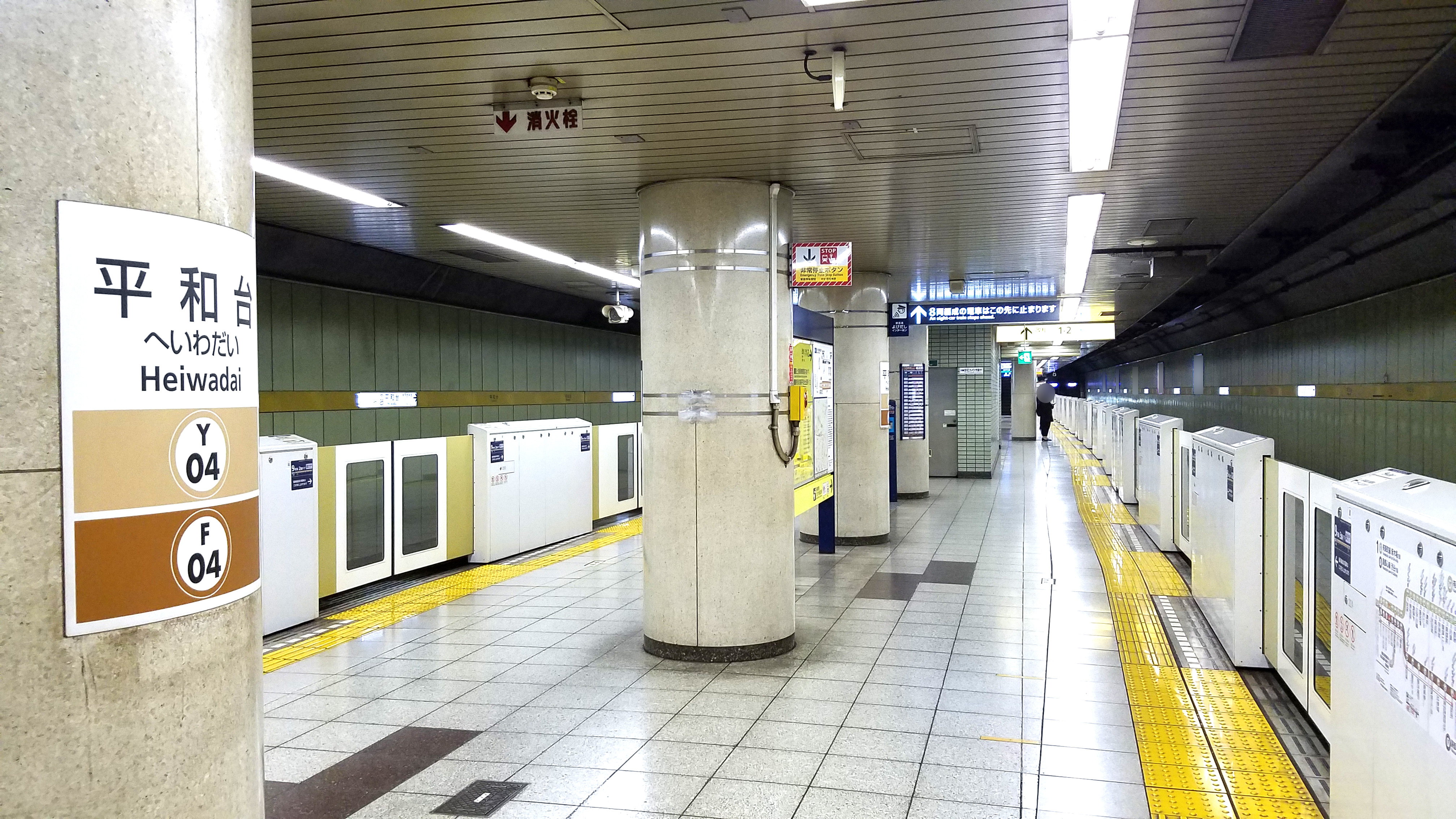
月台（2021年12月16日）

平和台站（日语：／ Heiwadai eki */?）是位於日本東京都練馬區早宮二丁目，屬於東京地下鐵的鐵路車站。
此站有有樂町線、副都心線交會。包括此站的和光市站－小竹向原站路段由有樂町線與副都心線共用軌道。有樂町線的車站編號是Y 04、副都心線是F 04。

## 歷史
- 1983年（昭和58年）6月24日：帝都高速度交通營團（營團地下鐵）有樂町線的車站開業。
- 2003年（平成15年）2月：業務委託站。
- 2004年（平成16年）4月1日：營團地下鐵民營化。此站由東京地下鐵繼承。
- 2008年（平成20年）6月14日：伴隨副都心線開業，成為有樂町線與副都心線的共用站。
- 2010年（平成22年）
  - 6月5日：1號月台設置月台閘門[2]。
  - 6月12日：2號月台設置月台閘門[2]。
  - 9月11日：啟用月台閘門[3]
- 2011年（平成23年）
  - 2月24日：引入發車音樂[4]。
  - 7月26日：下午3點左右，上昇中的電梯突然急速墮下，一名年約50歲的女性受傷[5]。

## 車站構造
島式月台1面2線之地下車站。
剪票口僅有一處。出入口有環八通側的北出入口與冰川台站側的南出入口、電梯專用出入口3處，各出入口與剪票口之間皆有連絡通道。

### 月台配置
| 月台 | 路線              | 目的地                                        | 備註                                        |
| ---- | ----------------- | --------------------------------------------- | ------------------------------------------- |
| 1    | 有樂町線          | 池袋、有樂町、新木場方向                      |                                             |
| 1    | 副都心線          | 池袋、新宿三丁目、澀谷、橫濱、元町·中華街方向 | 澀谷站直通 東急東橫線、 橫濱站直通 港未來線 |
| 2    | 有樂町線 副都心線 | 和光市、森林公園方向                          | 和光市站直通 東武東上線 （至森林公園站）    |

（來源：東京地下鐵:構內圖 （页面存档备份，存于））

## 利用狀況
2017年度1日平均上下車人次為43,929人，在東京地下鐵全部130個車站當中排名第83位。
近年1日平均上下車、上車人次變化如下表。
| 年度               | 1日平均 上下車人次 | 1日平均 上車人次 | 來源     |
| ------------------ | ------------------ | ---------------- | -------- |
| 1992年（平成04年） |                    | 18,014           | [ * 1 ]  |
| 1993年（平成05年） |                    | 17,940           | [ * 2 ]  |
| 1994年（平成06年） |                    | 17,682           | [ * 3 ]  |
| 1995年（平成07年） |                    | 17,964           | [ * 4 ]  |
| 1996年（平成08年） |                    | 18,578           | [ * 5 ]  |
| 1997年（平成09年） |                    | 18,279           | [ * 6 ]  |
| 1998年（平成10年） |                    | 17,216           | [ * 7 ]  |
| 1999年（平成11年） |                    | 17,339           | [ * 8 ]  |
| 2000年（平成12年） |                    | 17,214           | [ * 9 ]  |
| 2001年（平成13年） |                    | 16,948           | [ * 10 ] |
| 2002年（平成14年） | 33,439             | 17,095           | [ * 11 ] |
| 2003年（平成15年） | 33,939             | 17,322           | [ * 12 ] |
| 2004年（平成16年） | 33,791             | 17,159           | [ * 13 ] |
| 2005年（平成17年） | 33,883             | 17,130           | [ * 14 ] |
| 2006年（平成18年） | 34,721             | 17,476           | [ * 15 ] |
| 2007年（平成19年） | 35,420             | 17,925           | [ * 16 ] |
| 2008年（平成20年） | 37,062             | 18,614           | [ * 17 ] |
| 2009年（平成21年） | 37,731             | 18,978           | [ * 18 ] |
| 2010年（平成22年） | 38,119             | 19,109           | [ * 19 ] |
| 2011年（平成23年） | 38,133             | 19,120           | [ * 20 ] |
| 2012年（平成24年） | 38,876             | 19,478           | [ * 21 ] |
| 2013年（平成25年） | 39,948             | 20,008           | [ * 22 ] |
| 2014年（平成26年） | 40,304             | 20,164           | [ * 23 ] |
| 2015年（平成27年） | 41,770             | 20,877           | [ * 24 ] |
| 2016年（平成28年） | 42,508             | 21,241           | [ * 25 ] |
| 2017年（平成29年） | 43,929             |                  |          |

## 車站周邊
以前周邊多為農地，開業當時的地面出入口旁是高麗菜田。之後隨著環八通的建設與車站周邊發展，現在公寓與超市林立。

### 主要設施
車站登記的所在地為「早宮」，而環狀8號線與都道411號線交會的站前交差點是早宮、平和台、北町的交界。另外也鄰近春日町、田柄的交界。
北町
- 陸上自衛隊練馬駐屯地（日语：練馬駐屯地）（東北方500公尺） - 第1師團司令部[10]。
- 国土交通省東京運輸支局練馬自動車檢查登錄事務所（日语：東京運輸支局）（北北東方800公尺）
- 練馬區北保健相談所
- LIFE（日语：ライフコーポレーション）平和台店
- 山田電機Tec Land平和台站前店
- Daikuma（日语：ダイクマ）平和台站前店
- 東京Toyopet（日语：東京トヨペット）練馬北町店

平和台
- 練馬區立平和台圖書館
- 練馬區平和台体育館
- 練馬平和台郵便局
- 練馬消防署（日语：練馬消防署）平和台出張所

早宮
- 練馬區役所第二出張所
- 東京都立練馬工業高等學校（日语：東京都立練馬工業高等学校）
- 三菱東京UFJ銀行練馬平和台支店
- 巢鴨信用金庫（日语：巣鴨信用金庫）平和台早宮支店
- 城北信用金庫（日语：城北信用金庫）平和台支店
- AYUMI BOOKS平和台店
- AOKI（日语：AOKIホールディングス）平和台店
- PC DEPOT（日语：ピーシーデポコーポレーション）平和台店
- 本壽院

春日町
- 練馬春日町站（都營地下鐵大江戶線）（西南方1.4公里）
- 東京都立練馬高等學校（日语：東京都立練馬高等学校）
- 練馬區立練馬東中學校（日语：練馬区立練馬東中学校）
- TSUTAYA 練馬春日町店

田柄
- 國家公務員田柄宿舍

錦
- Toho Leisure Plaza（東北方1公里）
  - 練馬Toho Ball（保齡球場）
  - 唐吉訶德練馬店

### 主要道路
- 東京都道311號環狀八號線（日语：東京都道311号環状八号線）（環八通）
- 東京都道441號池袋谷原線
- 東京都市計畫道路幹線街路放射第35號線（日语：東京都市計画道路幹線街路放射第35号線） ※建設中

## 巴士路線
車站上方東京都道441號池袋谷原線與環狀八號線交差點附近有平和台站巴士站，由國際興業巴士運行以下路線。光丘線最大班距20分，經環八通的赤01約30分1班，練95是出入庫系統因此班次很少。
- 光01 - 往光丘站／往練馬北町車庫（日语：国際興業バス練馬営業所）
- 光02 -  往光丘站／往池袋站東口
- 光04 - 往光丘站（田柄五丁目経由）／往練馬北町車庫（經錦團地）
- 赤01 -  往練馬站／往赤羽站西口
- 赤85 -  往赤羽站西口（始發）
- 練95 - 往練馬站／往練馬北町車庫
- 深夜急行巴士 - 往和光市站南口（池袋站西口發車僅平日運行，僅可下車）

## 其他
- 流鐵流山線有同名車站。
- 在PASMO、Suica的乘車履歷上，站名簡稱為「地平和台」。

## 相鄰車站
東京地下鐵
 有樂町線（只限各站停車）、 副都心線

■急行
通過
■通勤急行、■各站停車
地下鐵赤塚（Y 03、F 03）－平和台（Y 04、F 04）－冰川台（Y 05、F 05）

### 來源
東京都統計年鑑
1. ↑  .   [2017-05-01]. （原始内容存档于2013-08-15）.
2. ↑  .   [2017-05-01]. （原始内容存档于2013-02-03）.
3. ↑  .   [2017-05-01]. （原始内容存档于2013-02-03）.
4. ↑  .   [2017-05-01]. （原始内容存档于2013-02-03）.
5. ↑  .   [2017-05-01]. （原始内容存档于2013-02-03）.
6. ↑  .   [2017-05-01]. （原始内容存档于2016-03-04）.
7. ↑  東京都統計年鑑（平成10年）PDF
8. ↑  東京都統計年鑑（平成11年）PDF
9. ↑  .   [2017-05-01]. （原始内容存档于2016-03-04）.
10. ↑  .   [2017-05-01]. （原始内容存档于2016-03-04）.
11. ↑  .   [2017-05-01]. （原始内容存档于2017-07-29）.
12. ↑  .   [2017-05-01]. （原始内容存档于2017-07-29）.
13. ↑  .   [2017-05-01]. （原始内容存档于2017-07-29）.
14. ↑  .   [2017-05-01]. （原始内容存档于2017-07-29）.
15. ↑  .   [2017-05-01]. （原始内容存档于2017-07-29）.
16. ↑  .   [2017-05-01]. （原始内容存档于2017-07-29）.
17. ↑  .   [2017-05-01]. （原始内容存档于2017-07-29）.
18. ↑  .   [2017-05-01]. （原始内容存档于2016-03-26）.
19. ↑  .   [2017-05-01]. （原始内容存档于2016-03-27）.
20. ↑  .   [2017-05-01]. （原始内容存档于2016-03-25）.
21. ↑  .   [2017-05-01]. （原始内容存档于2016-03-27）.
22. ↑  .   [2017-05-01]. （原始内容存档于2016-03-22）.
23. ↑  .   [2017-05-01]. （原始内容存档于2017-07-30）.
24. ↑  .   [2019-01-10]. （原始内容存档于2018-11-09）.
25. ↑  .   [2019-01-10]. （原始内容存档于2019-05-02）.

## 外部連結
- 平和台/Y04/F04 | 路線・車站資訊 | 東京地下鐵